# Rubus ourosepalus
Rubus ourosepalus är en rosväxtart som beskrevs av Jules Cardot. Rubus ourosepalus ingår i släktet rubusar, och familjen rosväxter. Inga underarter finns listade i Catalogue of Life.